# Repetekia orbicularis
Repetekia orbicularis är en insektsart som beskrevs av Oshanin 1913. Repetekia orbicularis ingår i släktet Repetekia och familjen Dictyopharidae. Inga underarter finns listade i Catalogue of Life.